# Pachygnatha terilis
Pachygnatha terilis là một loài nhện trong họ Tetragnathidae.
Loài này thuộc chi Pachygnatha. Pachygnatha terilis được miêu tả năm 1991 bởi Thaler.